# Søren Hald Møller
Søren Hald Møller (Koppenhága, 1960. január 25. –) Grönland főbiztosa 2005 és 2011 között, utódja  Mikaela Engell lett 2011-ben.

## Karrierje
1986 - 1987 a grönlandi kormány Közbeszerzési Igazgatóságának vezetője
1987 - 1992 a grönlandi helyi Gazdasági Igazgatóság osztályvezetője
1992 - 1995 a grönlandi kabinet titkárságának elnök-helyettese
1995 - 1996 A KNI Holding AS elnöke
1997 - 1999 Grönland Környezet-és Természetvédelmi Igazgatóságának vezetője
1999 - 2002 a grönlandi kabinet titkárságának ügyvezető igazgatója
2002 - 2005 Grönland egyik projektvezetője
2005 - 2011 Grönland főbiztosa

## Főbiztosi munkájának vége
2011-ben lejárt Søren Hald Møller mandátuma, de II. Margit dán és ezáltal grönlandi uralkodó nem hosszabbította meg azt, hanem a főbiztosi tisztségre Mikaela Engellt jelölte, aki 2011-től napjainkig Grönland főbiztosa.

## Lásd még
- Grönland politikai élete
- Grönland
- Grönland főbiztosa

1. 1 2  Altinget (dán nyelven). (Hozzáférés: 2020. március 13.)